# Dave Pegg
Dave Pegg (né le 2 novembre 1947 à Birmingham) est un réalisateur artistique et musicien multi-instrumentiste britannique, sans doute plus visible en tant que bassiste. Il est le membre le plus ancien du groupe Fairport Convention et a été le bassiste d'un certain nombre de groupes importants de rock et de folk, notamment The Ian Campbell Folk Group et Jethro Tull. Il est apparu sur quelques-uns des albums les plus importants de son époque, ainsi que des projets en solo qu'il a entrepris. Son style de jeu à la basse a été particulièrement influent dans la musique folk électrique.

## Biographie

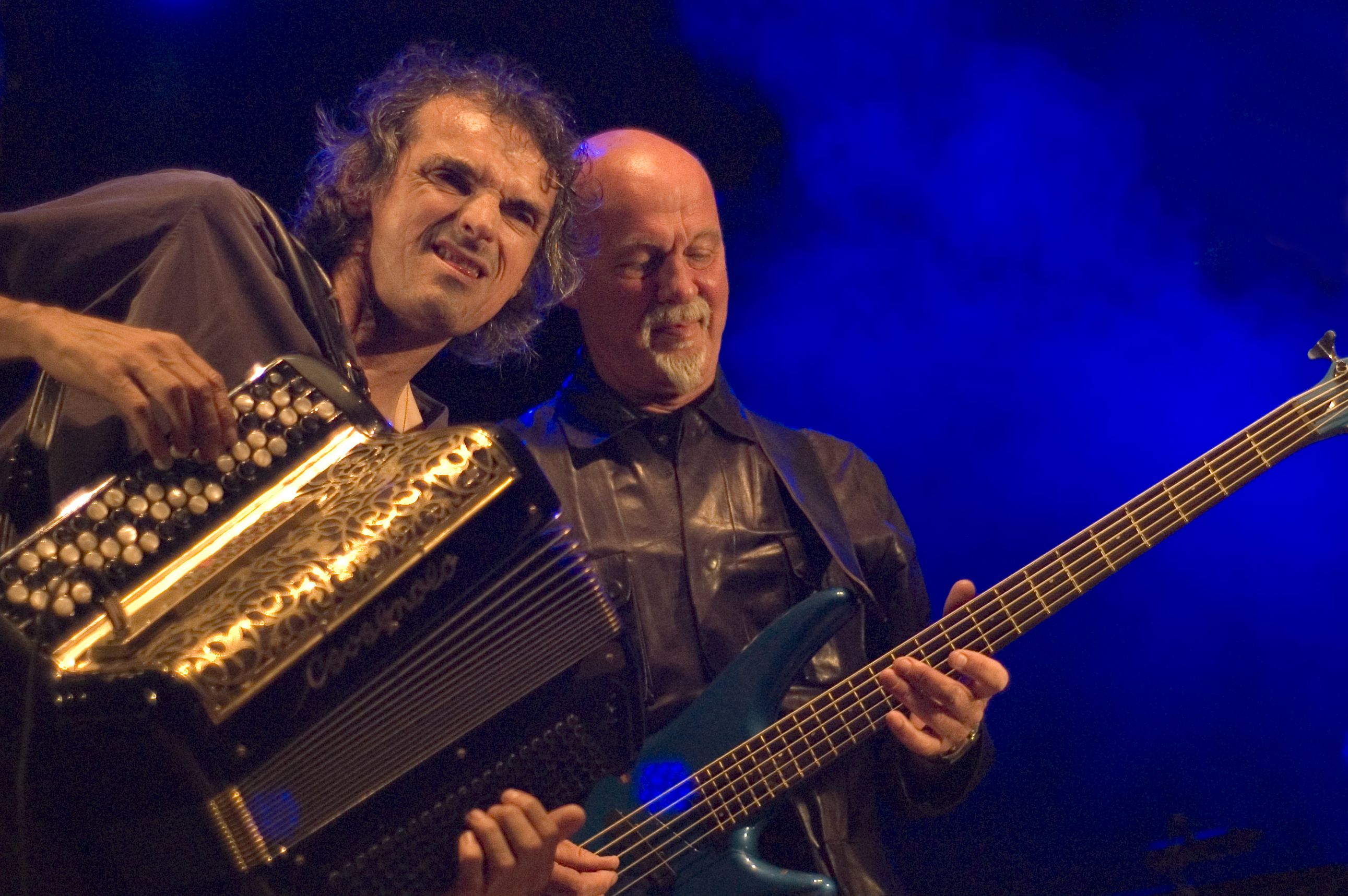
Avec Jean-Michel Moal (Red Cardell)

Amoureux de la Bretagne, ayant sa résidence secondaire dans le Morbihan, Dave Pegg participe depuis 1999 aux albums et spectacles d'Alan Simon, Excalibur et Anne de Bretagne.
De 2010 à 2012, il tient la basse dans Red Cardell pour certains concerts du trio breton. Départ Transat AG2R, Festival des Filets bleus, Festival de Cornouaille, Fêtes maritimes de Douarnenez, Deomp de'i, Festidreuz...)
En 2012, il participe à l'album Celebration de Dan Ar Braz, son ami depuis 1976, date à laquelle ils officiaient ensemble dans Fairport Convention.

## Discographie
Pour les albums de Fairport Convention voir Discographie de Fairport Convention ou Fairport Convention#Discographie

Pour les albums de Jethro Tull voir Discographie de Jethro Tull
En tant qu'artiste solo ou avec des amis
- The Cocktail Cowboy Goes It Alone (Woodworm, 1983)
- Birthday Party (Woodworm, 1998)
- A Box of Pegg's (Matty Grooves, 2007)
- Dave Pegg's 60th Birthday Bash (Matty Grooves, 2008)

Dana Scott and the Crown Folk
- Folk In Worship (BBC Records, 1969)

Nick Drake
- Bryter Layter (Island, 1970)
- Fruit Tree  (Island, 1979)
- Way to Blue: - An Introduction to Nick Drake (Island, 1994)
- Nick Drake Treasury  (Island, 2004)

A. L. Lloyd
- The Great Australian Legend (Topic, 1971)
- Old Bush Songs (1995)

Mike Heron
- Smiling Men with Bad Reputations (Electra, 1971)

Marc Ellington
- Rains / Reins of Changes (B&C, 1971)

Alan Taylor
- Sometimes (United Artists, 1971)

Mick Greenwood
- Living Game (MCA, 1971)

John Martyn
- Solid Air (Island, 1973)
- One World (Island, 1977)
- Little Sweet Mysteries: the Island Anthology (Island, 1995)

Chris Darrow
- Chris Darrow (United Artists, 1973)

Bryn Haworth
- Sunny Side of the Street (Island, 1973)
- Songs and Hymns (Kingsway, 1999)

Sandy Denny
- Like an Old Fashioned Waltz (Island, 1973)
- Rendezvous (Island, 1977)
- Who Knows Where The Time Goes ? (Island, 1985)
- A Boxful of Treasures (Fledg'ling, 2004)

Krysia Kocjan
- Krysia (RCA, 1974)

Steve Ashley
- Stroll On (Gull, 1974)
- Steve Ashley's Family Album (Woodworm, 1983)
- Mysterious Ways (Lighthouse, 1990)
- Test of Time  (Topic, 1998)
- Stroll On Revisited (Market Square, 1999)
- Everyday Lives (Topic, 2001)
- Acoustic Folk Box (Topic, 2002)
- Speedy Return (Market Square, 2003)
- Live in Concert (Dusk Fire, 2006)
- Time and Tide (Topic, 2007)

Linda et Richard Thompson
- Pour Down Like Silver  (Island, 1975)
- Sunnyvista (Chrysalis, 1979)
- Shoot Out the Lights  (Hannibal, 1982)

Ralph McTell
- Streets (Warner Brothers, 1973)
- Right Side Up  (Warner Brothers, 1976)
- Slide Away the Screen (Warner Brothers, 1977)
- Streets of London (Warner Brothers, 1981)
- From Claire to Here: the songs of Ralph McTell (Red House, 1996)
- Red Sky (Leola, 2005)

Dave Swarbrick
- Swarbrick (Transatlantic, 1976)
- Swarbrick II (Transatlantic, 1977)
- The Ceilidh Album (Sonet, 1978)
- Lift the Lid and Listen (Sonet, 1978)
- Smiddyburn (Logo, 1981)
- Flittin (Spendthrift, 1983)
- The English Fiddler: Swarbrick plays Swarbrick (Naxos World, 2002)

Richard Thompson
- (guitar, vocal) (Island, 1976)
- Hand of Kindness (Hannibal, 1983)
- Watching The Dark: The History of Richard Thompson (Hannibal, 1993)

Gay & Terry Woods
- The Time is Right (Polydor 1976)
- Lake Songs from Red Waters-The Best of Gay & Terry Woods  (2004)

Dan Ar Braz
- Douar Nevez (Hexagone, 1977)
- Celebration (L'OZ Production, 2012)
- Célébration d'un héritage (Coop Breizh, 2013)

Julie Covington
- Julie Covington (Fame, 1978)

Craig Nuttyholme
- It’s Just a Lifetime (A&M, 1978)

Murray Head
- Voices (Mercury, 1980)

Dick Gaughan
- A Different Kind of Love Song  (Celtic, 1983)
- Dick Gaughan Prentice Piece (Green Trax, 2002)

Simon Nicol
- Before Your Time (Woodworm, 1987)

Avec The G.P.s
- Saturday Rolling Around live from Broughton Castle (Woodworm, 1991)

Beryl Marriott avec Fairport Convention et Chris Leslie
- Weave The Mirror (Woodworm, 1991)

Sally Barker
- The Rhythm is Mine (Hannibal, 1990)
- Another Train (Hypertension, 2000)

Linda Thompson
- Dreams Fly Away: A History of Linda Thompson (Hannibal, 1996)
- Fashionably Late (Topic, 2002)

Steve Tilson et Maggy Boyle
- All Under the Sun (Flying Fish, 1996)

Ashley Hutchings
- The Guv'nor vol 4 (Castle, 1996)

Phil Pickett
- The Bones of All Men (Hannibal, 1998)

Avec The Dylan Project
- The Dylan Project  (Woodworm, 1998)
- The Dylan Project...Live At Cropredy Festival (Woodworm, 1999)
- The Dylan Project 2 (Matty Grooves, 2005)

Alan Simon
- Excalibur : La Legende des Celtes (Sbme, 1999)
- Excalibur : Le Concert Mythique (Epic, 2000)
- Excalibur II : L'anneau des Celtes (EMI, 2007)

Fallen Angels (Fallen Angels album)
- Happy Ever After (Tara, 1999)

Jerry Donahue
- Telecasting recast (Pharaoh, 1999)

David Hughes
- This Other Eden (The Folk Corporation, 1999)
- Recognised (The Folk Corporation, 2002)

Bob Fox
- Dreams Never Leave You (Woodworm, 2000)

Shirley Collins
- Within Sound (Fledg’ling, 2002)

Chris Leslie
- Dancing Days (Talking Elephant, 2003)

Amazing Blondel
- Going Where the Music Takes Me (Shakedown, 2004)

Anna Ryder
- Paper Girl (RowdyMusic, 2004)

PJ Wright
- Galileo's Apology (Matty Grooves, 2007)

Steve Tilson
- Reaching Back: the Life & Music of Steve Tilston (Free Reed, 2007)

Ric Sanders
- Still Waters (Talking Elephant, 2008)

Deborah Bonham
- Duchess (Warner, 2008)

Tim Moon
- Invicta (Inside Motion, due for release 2010)

Red Shoes
- Ring Around The Land (Cedarwood Records, 2009)

Avec divers artistes
- Circle Dance—The Hokey Pokey Charity Compilation (Hokey Pokey ConeD, 1990)
- Footsteps to Fame, vol 2 (Repertoire, 1991)
- Best of British Folk Rock (Park, 1997)
- House on Fire vol 2, an Urban Folk Collection (Red House, 1997)
- Blues Britannia (Bridge, 2000)
- Acoustic folk box (Topic, 2002)
- Acoustic vol 2 (Topic, 2002)
- Master Craftsmen (Terra Nova, 2002)
- Along the Pilgrim Way (Pickwick, 2003)
- Best of British Folk (Prism Leisure, 2003)